# Балка Широкий Яр
Балка Широкий Яр — балка (річка) в Україні у Новомиргородському районі Кіровоградської області. Ліва притока річки Великої Висі (басейн Південного Бугу).

## Опис
Довжина балки приблизно 12,31 км, найкоротша відстань між витоком і гирлом — 10,75  км, коефіцієнт звивистості річки — 1,15 . Формується багатьма загатами.

## Розташування
Бере початок на північно-західній стороні від села Павлівки. Тече переважно на північний схід через село Оситна і на північно-західній околиці села Каніж впадє у річку Велику Вись, ліву притоку річки Синюхи.

## Цікаві факти
- Від витоку балки на південно-західній стороні на відстані приблизно 3,14 км пролягає автошлях Т 2112[2] (територіальний автомобільний шлях в Україні, E40 М03 — Пересічне. Проходить територією Дергачівського району Харківської області.).
- У XX столітті на балці існували молочно-тваринна ферма (МТФ) та декілька газгольдерів[1], а у XIX столітті — вітряні млини[3].